# Burevestnik
Burevestnik (in russo Буревестник?) è uno dei due capolinea della Linea Sormovskaja, la linea 2 della Metropolitana di Nižnij Novgorod. È stata inaugurata il 9 settembre 2002.

## Posizione
La stazione è posizionata sotto la Sormovskoe Šosse nel Moskovskij rajon. Nella fase di pianificazione, la stazione fu chiamata Kalininskaja, in memoria del politico sovietico Michail Kalinin. La stazione è posizionata nelle fondamenta dell'edificio della compagnia dei trasporti pubblici.